# Hexoplon albipenne
Hexoplon albipenne là một loài bọ cánh cứng trong họ Cerambycidae.